# Acorn Phoebe

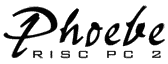
Acorn Phoebe-logo

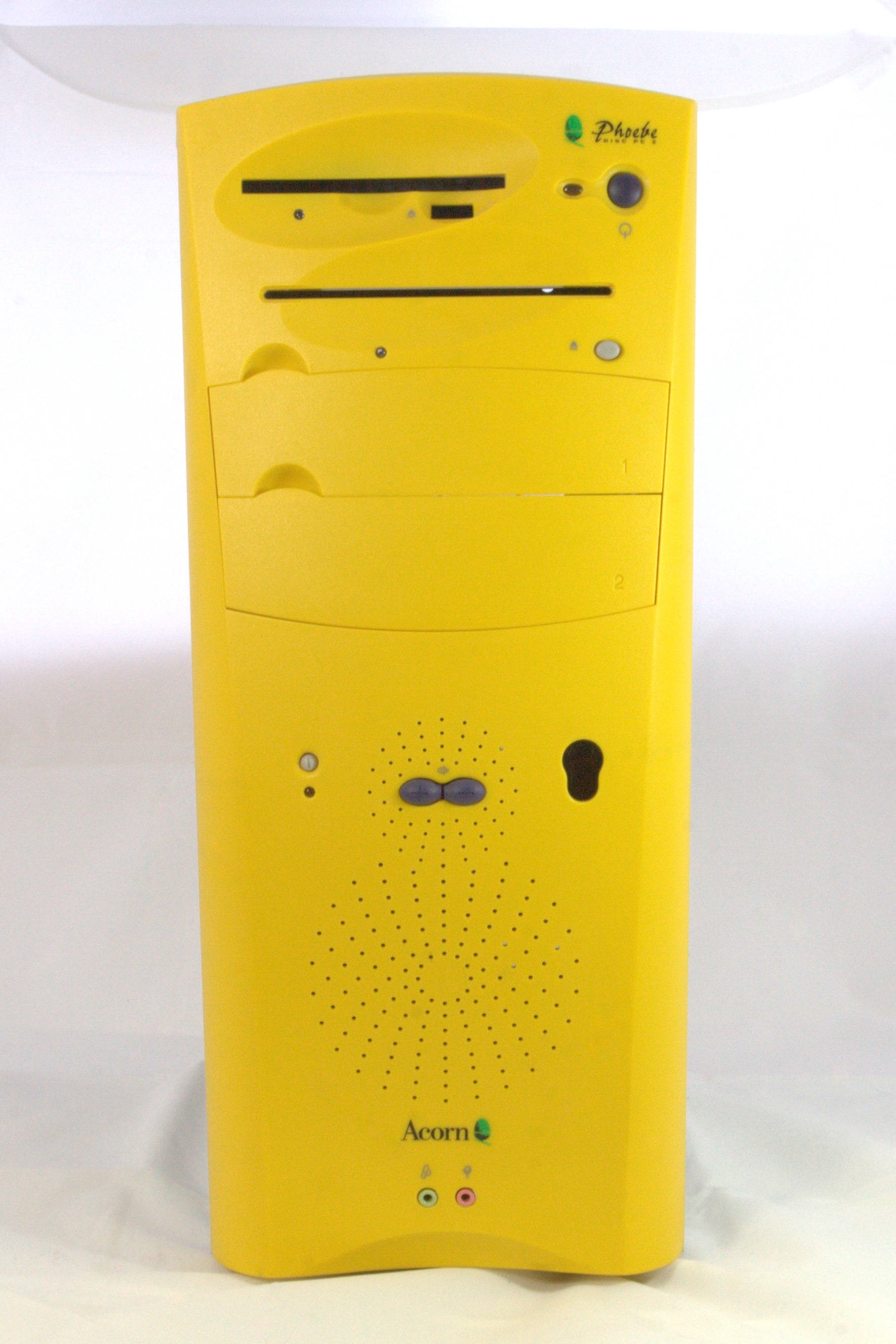
Acorn Phoebe 2100

De Acorn Phoebe (ook bekend als Risc PC 2) was een computer van Acorn Computers uit de RISC OS-productlijn. Deze computer was de beoogde opvolger van de Risc PC. Echter in september 1998, vlak voor de introductie, werd deze geannuleerd nadat Acorn de afdeling die de Phoebe produceerde sloot.
De Phoebe had een 233MHz-StrongARM-processor en een maximaal geheugen van 512 MiB en zou worden geleverd in een standaard pc-kast die gekenmerkt werd door een typerend geel front.